# NGC 3002
NGC 3002 – gwiazda o jasności obserwowanej 16,3m, znajdująca się w gwiazdozbiorze Wielkiej Niedźwiedzicy. Zaobserwował ją Bindon Stoney (asystent Williama Parsonsa) 25 stycznia 1851 roku i uznał za obiekt typu „mgławicowego”. Niektóre źródła, np. baza SIMBAD, jako obiekt NGC 3002 błędnie identyfikują widoczną niedaleko od tej gwiazdy galaktykę MCG+07-20-052 (PGC 28208).